# Khalwat al-Bayada
Khalwat al-Bayada (arabisch خلوات البياضة, DMG Ḫalwāt al-Bayāḍa, auch: Khalwet el Biyad, Khalwat al-Biyyada, in etwa: Weißes Haus der Versammlung) ist das zentrale Heiligtum der Drusen. Khalwat (von Chalwa=Einsamkeit) werden auch weitere Gebetshäuser genannt. Das Khalwat al-Bayada liegt im Libanon in Bayada.
Das Khalwat steht in der Nähe von Hasbaya, im Gouvernement Libanonberg und befindet sich nach der Überlieferung an dem Ort, wo ad-Darazi gewohnt und gelehrt haben soll während des ersten Göttlichen Rufes (Da‘wat at-tawḥīd arabisch دعوة التوحيد (دروز)). 
Das Gebäude beherbergt auch eine große, kreisförmige Steinbank an einer alten Eiche, die als Aeropagus der Ältesten bezeichnet wird. Das Khalwat bietet vierzig Einsiedeleien für die „Eingeweihten“ (al-ʻuqqāl). Bis 1838 wurden auch die Briefe der Weisheit (Rasa'il al-Hikma arabisch رسائل الحكمة) dort aufbewahrt, aber von ägyptischen Eroberern geraubt. Für den Besuch ist eine Erlaubnis durch den Scheich vor Ort notwendig.